# Muscle rotateur (du dos)
Les muscles rotateurs (ou muscles sous-multifides selon l'ancienne dénomination) forment un ensemble de petits faisceaux musculaires occupant la partie profonde des gouttières vertébrales. Ils font partie des muscles transversaires épineux.

## Description
Les muscles rotateurs sont de petits muscles quadrilatères occupant la partie profonde des gouttières vertébrales.
Ils se répartissent tout le long de la colonne vertébrale de la deuxième vertèbre cervicale au sacrum, sous le muscle multifide.
On distingue :
- Les muscles rotateurs du cou au niveau des vertèbres cervicales.
- Les muscles rotateurs du thorax au niveau des vertèbres thoraciques, les plus volumineux.
- Les muscles rotateurs des lombes au niveau des vertèbres lombaires.

## Origine
Les muscles rotateurs s’insèrent sur la partie supérieure et postérieure de les processus transverses de chaque vertèbre.

## Terminaison
Les muscles rotateurs se terminent sur le bord inférieur de la lame de l’arc vertébral et sur le processus épineux de la vertèbre immédiatement supérieure.
Pour les muscles rotateurs du thorax, il y deux types de muscles rotateurs : des muscles courts rotateurs qui relient deux vertèbres adjacentes et des muscles longs rotateurs qui relient une vertèbre à la deuxième vertèbre supérieure.

## Innervation
Ils sont innervés par la branche postérieure des nerfs spinaux.

## Action
Ils possèdent de nombreux récepteurs proprioceptifs et sont impliqués dans le contrôle postural.